# Pantachogon haeckeli
Pantachogon haeckeli är en nässeldjursart som beskrevs av Maas 1893. Pantachogon haeckeli ingår i släktet Pantachogon och familjen Rhopalonematidae. Inga underarter finns listade i Catalogue of Life.